# Fundació Alícia
La Fundació Alícia va néixer el 2003 de la mà del xef i copropietari del restaurant El Bulli, Ferran Adrià, i del cardiòleg Valentí Fuster, amb l'objectiu de promoure el vessant més social, solidari, cultural i compromès de l'alimentació arreu del món.

## L'acrònim Alícia
El nom de la fundació és el resultat de l'acrònim de les paraules Alimentació i Ciència, prenent les dues primeres síl·labes de la primera i les dues darreres síl·labes de la segona.

## Història
Inicialment les activitats realitzades per la Fundació es materialitzaven en estudis de recerca adreçats a l'àmbit més gastronòmic, aplicant la ciència a productes i processos realitzats a cuina; de mica en mica, es van anar introduint aquestes recerques a l'àmbit social, fent que la Fundació no només creés coneixement entorn de la ciència i la cuina, sinó que l'apliqués en aquells àmbits més socials a través de consells i receptaris per a necessitats alimentàries específiques com la diabetis, el celiaquisme, la fenilcetonúria, el càncer, la fibrosi quística o les ostomies, entre d'altres. Alhora, es van començar a fer estudis en escoles, hospitals i geriàtrics per millorar l'alimentació en els menjadors col·lectius i a fer difusió a través de tallers infantils, publicacions i programes televisius per a l'aplicació de bons hàbits alimentaris a nens i adults.
A finals del 2007, de la mà de la Fundació Caixa Manresa i de la Generalitat de Catalunya, es va inaugurar la nova seu de la Fundació Alícia, situada al complex de Món Sant Benet, a Sant Fruitós de Bages.

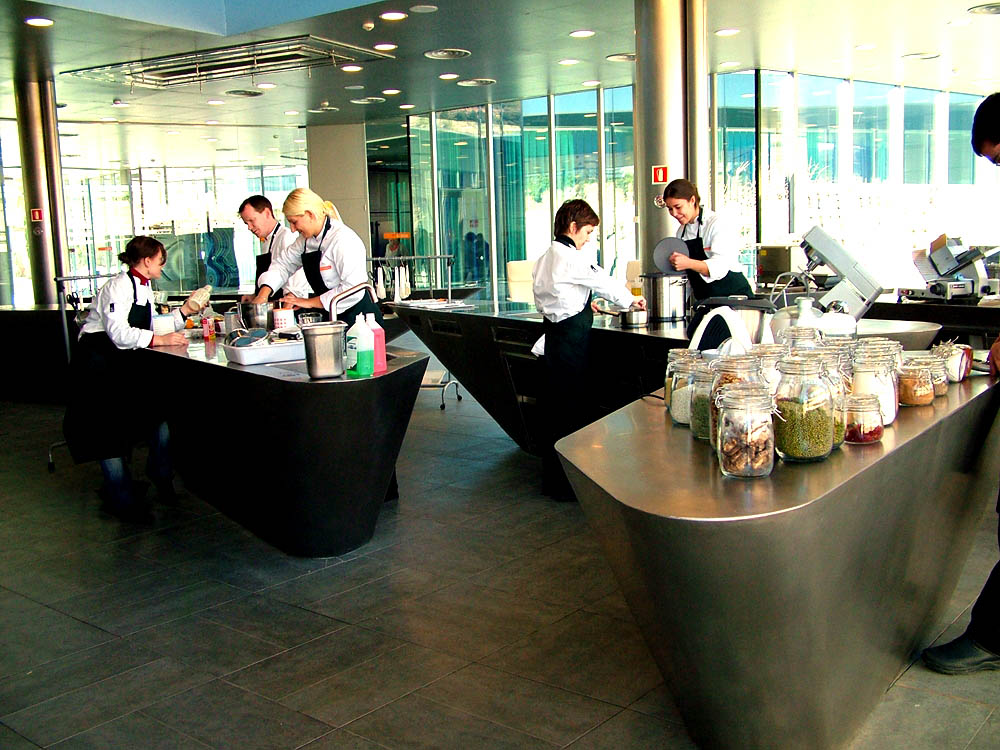
Cuina de recerca
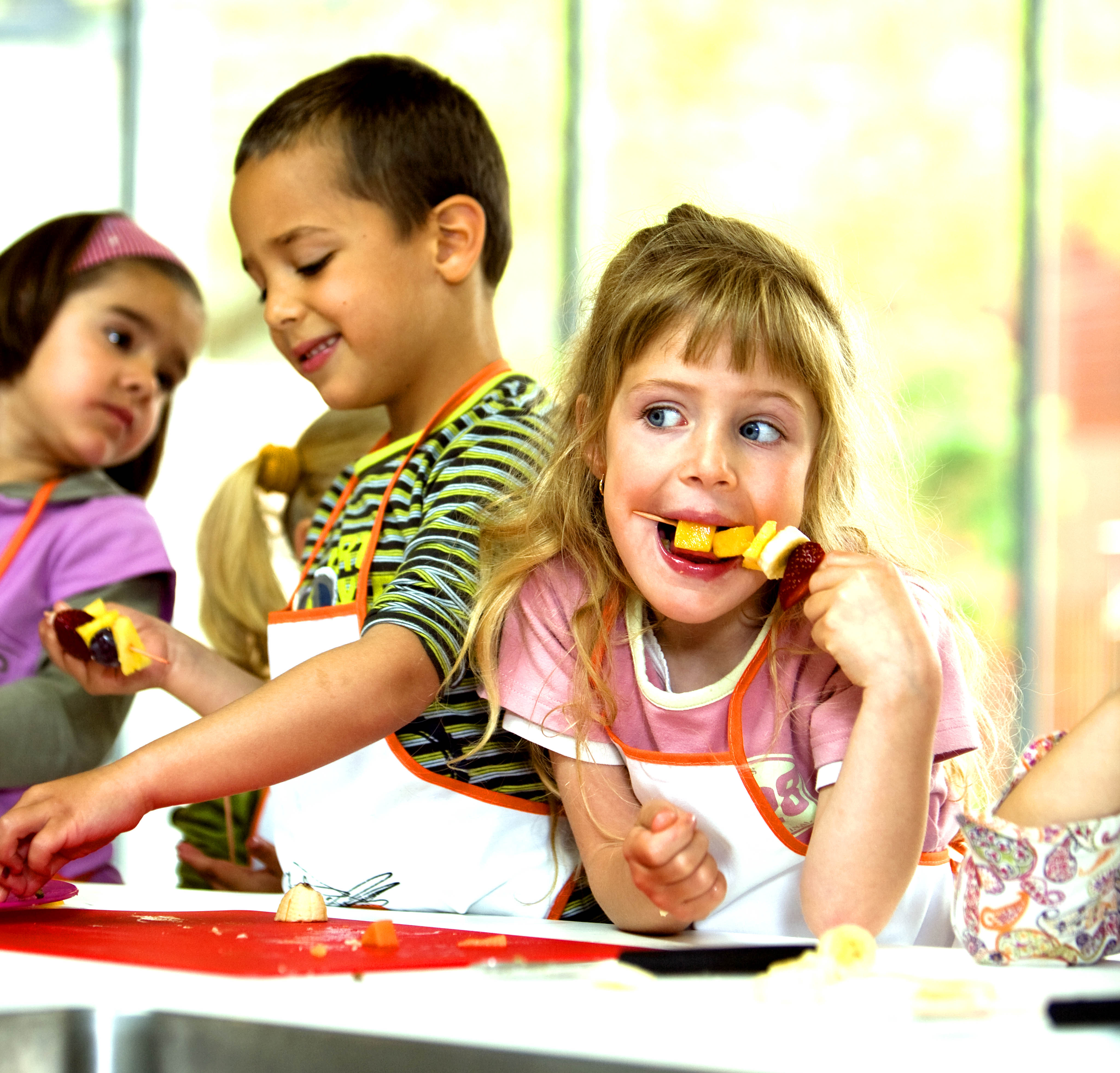
Taller didàctic: La fruita
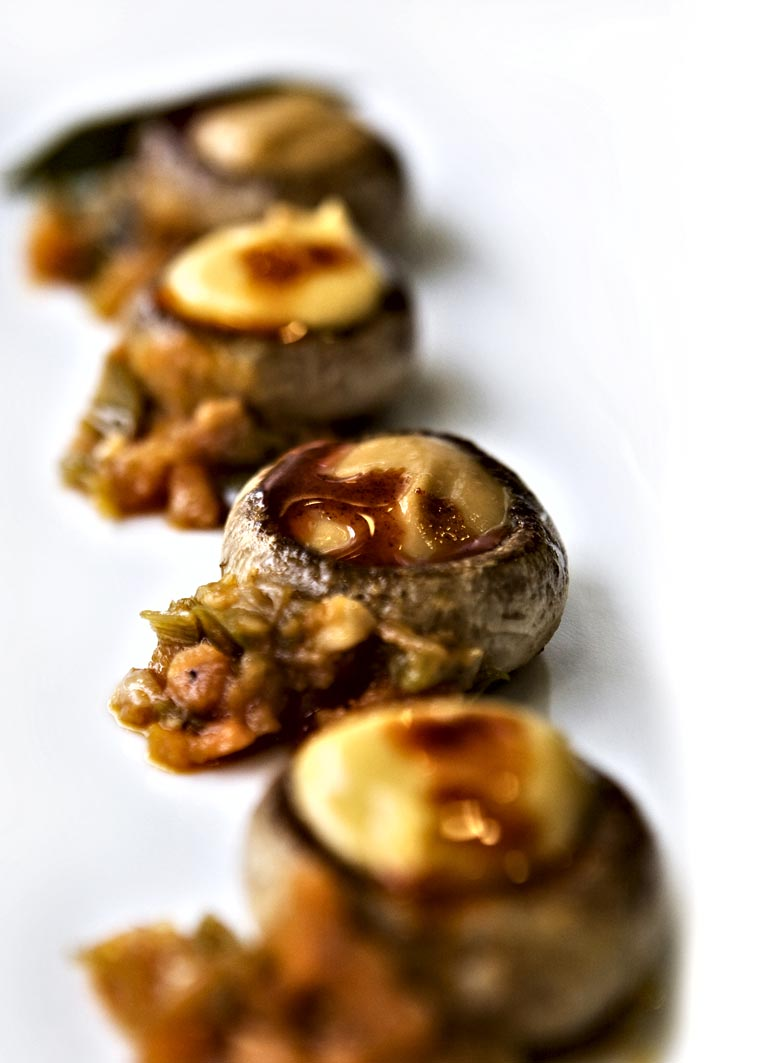
Projecte Càncer

## Objectius
- Generar coneixement proporcionant eines i rigor científic als àmbits culinaris.
- Proporcionar estratègies per millorar els hàbits alimentaris.
- Ajudar a aquelles persones amb necessitats alimentàries específiques.
- Fomentar la cultura i la valorització dels productes agroalimentaris.[5]

## Aliances i col·laboracions
Actualment la Fundació té aliances amb les següents entitats/organismes:

### Universitats i Escoles
- Centre international d'études supérieures en sciences agronomiques
- Culinary Institute of America
- ESADE
- Escola Superior d'Hosteleria St. Ignasi
- Escola Universitària d'hoteleria i turisme de Sant Pol de Mar
- Escuela de Hostelería de Sevilla
- Estudis d'hoteleria i turisme CETT
- Harvard University
- IES Milà i Fontanals
- Instituto Cesar Ritz de México
- Midwest Culinary Institute
- SENAC Sao Paulo
- Universidad Interamericana de Panamá
- Universidad del Claustro de Sor Juana de México
- Universidad Granada
- Universidad de Madrid
- Universidad de Zaragoza
- Universidad Nacional del Rosario de Argentina
- Universidad Politécnica de Valencia
- Universidade Regional do Noroeste do Estado do Rio Grande do Sul - UNIJUI
- Università degli Studi di Scienze Gastronomiche
- Universitat Autònoma de Barcelona
- Universitat Blanquerna
- Universitat de Barcelona
- Universitat de les Illes Balears
- Universitat de Lleida
- Universitat de Vic
- Universitat Ramon Llull
- Universitat Rovira i Virgili

#### Centres tecnològics
- Centre Tecnològic de Manresa
- Centro Nacional de Tecnología y Seguridad Alimentaria
- Institut per la Recerca i Tecnologia Agroalimentàries
- Investigació Recerca Culinària

#### Associacions
- Acción contra el hambre
- Asociación Española Contra el Cáncer
- Agència Catalana de Seguretat Alimentària
- Associació Manresana de Pares de Nens Subdotats
- Asociación Castellano-Manchega de Errores Innatos del Metabolismo
- Asociación Española contra la Fibrosis Quística
- Asociación Española de doctores y licenciados en ciencia y tecnología de los alimentos
- Associació de Celíacs de Catalunya
- Col·legi de Pedagogs de Catalunya
- Consells Reguladors de les Denominacions d'Origen Protegida D'Olis d'Oliva
- Departament d'Agricultura de la Generalitat de Catalunya
- Consorci Sanitari de l'Alt Penedès
- Departament d'Educació de la Generalitat de Catalunya
- Fundació Althaia
- Fundació Clínic
- Fundació Sociosanitària de Manresa
- Fundació para la Investigación Nutricional
- Institute of Endocrinology and Diabetes